# アドベンチスト・ワールド・ラジオ
アドベンチスト・ワールド・ラジオ  （英語表記：Adventist World Radio、略称：AWR） は、セブンスデー・アドベンチスト教会に関連した番組を専門に扱う国際的な宗教放送団体である。本部はアメリカ合衆国・メリーランド州。

## 概要

### 送信所
7つの送信所から放送が行われている。
- ドイツ・Juelich&Wertachtal送信所 - ヨーロッパ向け

| 位置 | 位置 | 北緯50度57分00秒 東経006度22分00秒 / 北緯50.95000度 東経6.36667度 | 北緯50度57分00秒 東経006度22分00秒 / 北緯50.95000度 東経6.36667度 |

| 位置 | 位置 | 北緯48度05分00秒 東経010度41分00秒 / 北緯48.08333度 東経10.68333度 | 北緯48度05分00秒 東経010度41分00秒 / 北緯48.08333度 東経10.68333度 |

- オーストリア・Moosbrunn送信所 - 南ヨーロッパ・中近東・南アジア・アフリカ向け

| 位置 | 位置 | 北緯48度01分00秒 東経016度26分00秒 / 北緯48.01667度 東経16.43333度 | 北緯48度01分00秒 東経016度26分00秒 / 北緯48.01667度 東経16.43333度 |

- 南アフリカ共和国・Meyerton送信所 - アフリカ向け

| 位置 | 位置 | 南緯26度35分00秒 東経028度08分00秒 / 南緯26.58333度 東経28.13333度 | 南緯26度35分00秒 東経028度08分00秒 / 南緯26.58333度 東経28.13333度 |

- マダガスカル・Talata Volonondry送信所 - 東南アジア向け

| 位置 | 位置 | 南緯18度43分00秒 東経047度37分00秒 / 南緯18.71667度 東経47.61667度 | 南緯18度43分00秒 東経047度37分00秒 / 南緯18.71667度 東経47.61667度 |

- アラブ首長国連邦・アブダビ送信所 - 中近東・アジア向け
- 台湾送信所 - 中国・インドシナ向け
- グアム・Agat送信所 - アジア・ロシア向け

| 位置 | 位置 | 北緯13度20分00秒 東経144度39分00秒 / 北緯13.33333度 東経144.65000度 | 北緯13度20分00秒 東経144度39分00秒 / 北緯13.33333度 東経144.65000度 |

## 日本語放送
1987年3月6日からアメリカ領・グアム島のAgatにあるKSDAから1日2回（午前6時からと午後10時からの各30分ずつ）に渡って日本語放送が行われている。放送初日に受信した久保田博南に、日本語放送第一号受信感謝状を授与した。
なお2010年10月31日をもって短波による日本語放送は終了した。
- 同放送内の番組「光とともに」は、ラジオNIKKEIでも午前7:30でも放送を聴くことができる。
- 過去の放送はメッセージの部分のみインターネットで聴くことができる。

### 放送内容
番組内容は主に説教や、宗教音楽を特集した番組などだが、お便りの紹介や「川越勝のちょっと一言」といった、宗教色が比較的薄い番組も存在する。
「川越勝のちょっと一言」は、受信に短波ラジオが必要なAWRの聴取者には、信者よりも海外放送を趣味で聞いている者が多く、宗教一色にすると反応が薄かったことに対する対策として始められた。バイク、無線、食べ物など非宗教的な内容を扱っている。
番組はすべて神奈川県横浜市にあるアドベンチスト・メディアセンターで製作されている。
- 毎週第2・第4水曜日には、同教団の系列の高校に在籍する生徒が番組制作を行っている。
- 川越勝（前支局長・現牧師）がパーソナリティを務める「川越勝のちょっと一言」や「紙飛行機に乗せて」は、比較的宗教色が薄く、BCLに関する内容を取り上げることがある。
- 毎年8月に開催されるアマチュア無線フェスティバル（ハムフェア）には、日本短波クラブブースにアナウンサーと川越勝の二人が来場している。
- 礼拝番組（サバスアワー）は、日曜日ではなく土曜日に放送されている。

### アナウンサー
2006年より、それまでアナウンサーを務めていた畑澤美幸に代わり、畑井康江が就任した。過去には以下の人物がアナウンサーを務めた。
- 武藤栄子
- 杉美江
- 永田恵子
- 畑澤美幸